# Namiuchigiwa no Muromi-san
Namiuchigiwa no Muromi-san (波打際のむろみさん?) è un manga shōnen scritto da Keiji Najima, pubblicato su Weekly Shōnen Magazine dal 2009. Da esso è stato tratto un anime andato in onda tra il 6 aprile e il 29 giugno 2013.

## Trama
Takurō Mukōjima è un ragazzo delle superiori che ama pescare. Un giorno cattura una sirena chiamata Muromi, che dall'aspetto giovane e dal comportamento spensierato sembra avere circa la sua stessa età, ma in realtà è una creatura vecchia centinaia di milioni di anni. "Takkun", come Muromi lo soprannomina, vorrebbe soltanto pescare in pace e non ha molta voglia di dar retta a Muromi e tutte le altre creature leggendarie sue amiche, ma finisce sempre per restare coinvolto nelle loro disavventure.

## Personaggi
Muromi-san (むろみさん?)
Doppiata da Yukari Tamura
Una sirena allegra e spensierata che parla con accento di Hakata. Ama avventurarsi sulla terraferma e spesso finisce per essere pescata da qualcuno. Sembra avere una cotta per Takurō. Detesta le balene perché a sua detta mangiano troppo e lei finisce per non trovare più niente, e i delfini, perché centinaia di milioni di anni prima si era innamorata di una creatura, antenata dei delfini, che la rifiutò.
Takurō Mukōjima (向島 拓朗?, Mukōjima Takurō)
Doppiato da Takahiro Mizushima
Un ragazzo delle superiori che ama pescare. Ha un carattere molto tranquillo e non si allarma neanche davanti a tutte le strane creature amiche di Muromi. Viene soprannominato Takkun da Muromi.
Levia-san (リヴァイアさん?, Rivaia-san)
Doppiata da Mai Nakahara
Una sirena più anziana di Muromi (senpai) che parla con accento di Kokura. La sua forma in combattimento è quella del mostro leggendario Leviathan (che in giapponese suona come Levia-san), ma dice di non essersi più trasformata da molto tempo.
Sumida-san (隅田さん?)
Doppiata da Sumire Uesaka
Una sirena compagna di bevute di Muromi, che spesso organizza uscite con altre creature leggendarie come il kraken.
Hii-chan (ひぃちゃん?)
Doppiata da Ai Nonaka
Una sirena ingenua che come Muromi parla con accento di Hakata. Chiama Muromi "sorellona (おねえたん?, onee-tan)." Ama gli animali ed è molto amica dei delfini.
Fuji-san (富士さん?)
Doppiata da Hitomi Harada
Una sirena altezzosa dal seno enorme. In realtà ammirava la coda di Muromi, che un tempo era bellissima ma si è rovinata perché Muromi ama scorrazzare sulla terraferma, e per questo motivo se la prende sempre con lei.
Yeti (イエティ?, Ieti)
Doppiata da Chiwa Saitō
Una criptide che vive sull'Himalaya, è amica di Muromi che la chiama affettuosamente Yecchan. Nonostante la sua fama di abominevole creatura delle nevi è piccola, timida e silenziosa. Non sopporta quando qualcuno le tocca le orecchie.
Harpy (ハーピー?, Hāpī)
Doppiata da Kanako Sakai
Una creatura mezza bambina mezza uccello (arpia) che vive con Yeti e spesso tenta di mangiare Muromi. Ha una memoria talmente corta che dopo tre passi dimentica tutto.
Otohime (乙姫?, Otohime)
Doppiata da Saki Fujita
La proprietaria del Ryūgū-jō, un leggendario palazzo nelle profondità del mare (in realtà una discoteca). Da quando il Ryūgū-jō è fallito ha dovuto iniziare a lavorare sulla terraferma, in un negozio di pesca.
Kawabata (川端 ?, Kawabata)
Doppiato da Kenji Hamada
Un kappa amico di Muromi. Come tutti i kappa è abile nel creare medicine e nel coltivare cetrioli. È ostile agli esseri umani perché hanno ucciso suo fratello maggiore (la sua mummia è quella esposta nel tempio Zuiryū-ji a Osaka), ma non nei confronti di Takurō.

## Media

### Anime
La sigla iniziale dell'anime è Nanatsu no Umi yori Kimi no Umi (七つの海よりキミの海?) di Sumire Uesaka.

#### Episodi
| Nº | Giapponese 「Kanji」 - Rōmaji                                        | In onda        | In onda |
| Nº | Giapponese 「Kanji」 - Rōmaji                                        | Giapponese     |         |
| 1  | 「瀬戸際のむろみさん」 - Setogiwa no Muromi-san                      | 6 aprile 2013  |         |
| 2  | 「伝説の海獣とむろみさん」 - Densetsu no Kaijū to Muromi-san         | 13 aprile 2013 |         |
| 3  | 「積年の想いとむろみさん」 - Sekinen no Omoi to Muromi-san           | 20 aprile 2013 |         |
| 4  | 「食物連鎖とむろみさん」 - Shokumotsurensa to Muromi-san             | 27 aprile 2013 |         |
| 5  | 「ツインマウンテンとむろみさん」 - Tsuin Maunten to Muromi-san       | 4 maggio 2013  |         |
| 6  | 「竜宮城とむろみさん」 - Ryūgūjō to Muromi-san                       | 11 maggio 2013 |         |
| 7  | 「少年と河童とむろみさん」 - Shōnen to Kappa to Muromi-san           | 18 maggio 2013 |         |
| 8  | 「癒し系(?)とむろみさん」 - Iyashikei(?) to Muromi-san               | 25 maggio 2013 |         |
| 9  | 「ひみつの超文明とむろみさん」 - Himitsu no Chō Bunmei to Muromi-san | 1º giugno 2013 |         |
| 10 | 「ワールドワイドのむろみさん」 - Wārudo Waido no Muromi-san          | 8 giugno 2013  |         |
| 11 | 「ツンとむろみさん」 - Tsun to Muromi-san                            | 15 giugno 2013 |         |
| 12 | 「色んな愛の形とむろみさん」 - Iron'na Ai no Katachi to Muromi-san   | 22 giugno 2013 |         |
| 13 | 「行く年来る年のむろみさん」 - Yukutoshi Kurutoshi no Muromi-san     | 29 giugno 2013 |         |